# Lacinipolia indicans
Lacinipolia indicans là một loài bướm đêm trong họ Noctuidae.